# Masillaraptor
Masillaraptor es un género extinto de aves falconiformes, representado por una única especie, Masillaraptor parvunguis. Sus restos han sido encontrados en el Sitio fosilífero de Messel, Alemania, y datan del Eoceno Medio, con una antigüedad de entre 49 y 53 millones de años. Se clasifica como un falconiforme basal, aunque sus relaciones con las especies actuales de aves son inciertas.

## Etimología
Masillaraptor proviene del latín Masilla, antiguo nombre de la ciudad de Messel, y raptor, sufijo que significa "cazador". La palabra raptor también es utilizada en inglés para designar a las aves rapaces. El nombre de la especie, parvunguis, se compone de las palabras latinas parvus, que significa pequeño o débil, y unguis, que significa garra, en referencia a sus garras pequeñas en comparación con las de otras aves de presa.

## Descripción
Dos especímenes de Masillaraptor han sido encontrados, en los que se conservan esqueletos articulados pero mal conservados, probablemente pertenecientes a individuos adultos. A pesar de su clasificación como ave de presa, Masillaraptor posee características únicas que lo diferencian de sus parientes, en concreto las referidas al pico y a los cuartos traseros
El pico es masivo y largo, tanto como el resto del cráneo. Su altura es uniforme hasta poco antes de la punta, donde se curva ligeramente, y las aperturas nasales están localizadas en la parte posterior de este. Las piernas, por otro lado, son muy largas, lo que sugiere un estilo de vida más terrestre que el de muchas aves rapaces. El tibiotarso es el hueso más largo de la pierna. En el segundo dedo del pie la primera falange está reducida, al igual que la segunda y tercera falanges del cuarto dedo. Las garras de Masillaraptor se caracterizan por ser relativamente pequeñas y débiles, en comparación con otros falconiformes.

## Clasificación
La clasificación y relaciones de Masillaraptor con otras aves son inciertas y complicadas, debido a las características únicas de este género y a la dificultad en la clasificación de las aves rapaces. En la descripción del nuevo género, se propusieron tres posibles clasificaciones para Masillaraptor, atendiendo a diferentes criterios, relacionándolo de maneras distintas con las familias modernas Accipitridae, Falconidae, Sagittariidae, Cathartidae, Tytonidae y Strigidae, así como las extintas Messelasturidae y Horusornithidae. 
La incertidumbre se acentúa al cambiar las clasificaciones de aves según el autor o el año. A pesar de ser clasificado inicialmente como "falconiforme", la concepción de este orden de aves ha cambiado con los años, estando los falcónidos y los Strigiformes separados del resto de rapaces (y ellos entre sí) según la mayoría de estudios posteriores. En dichos estudios sólo la familia Falconidae está en el orden Falconiformes, mientras que el resto de rapaces diurnas se agrupan en el orden Accipitriformes.